# Alosa monòtona
L'alosa monòtona (Mirafra passerina) és una espècie d'ocell de la família dels alàudids (Alaudidae).

## Hàbitat i distribució
Habita praderies, zones forestals i arbustives i clars. Sud d'Angola, nord-est de Namíbia, Botswana, sud de Zàmbia, oest de Zimbabwe cap al sud fins al nord de Sud-àfrica.